# Djurgårdens IF Fotboll 2025

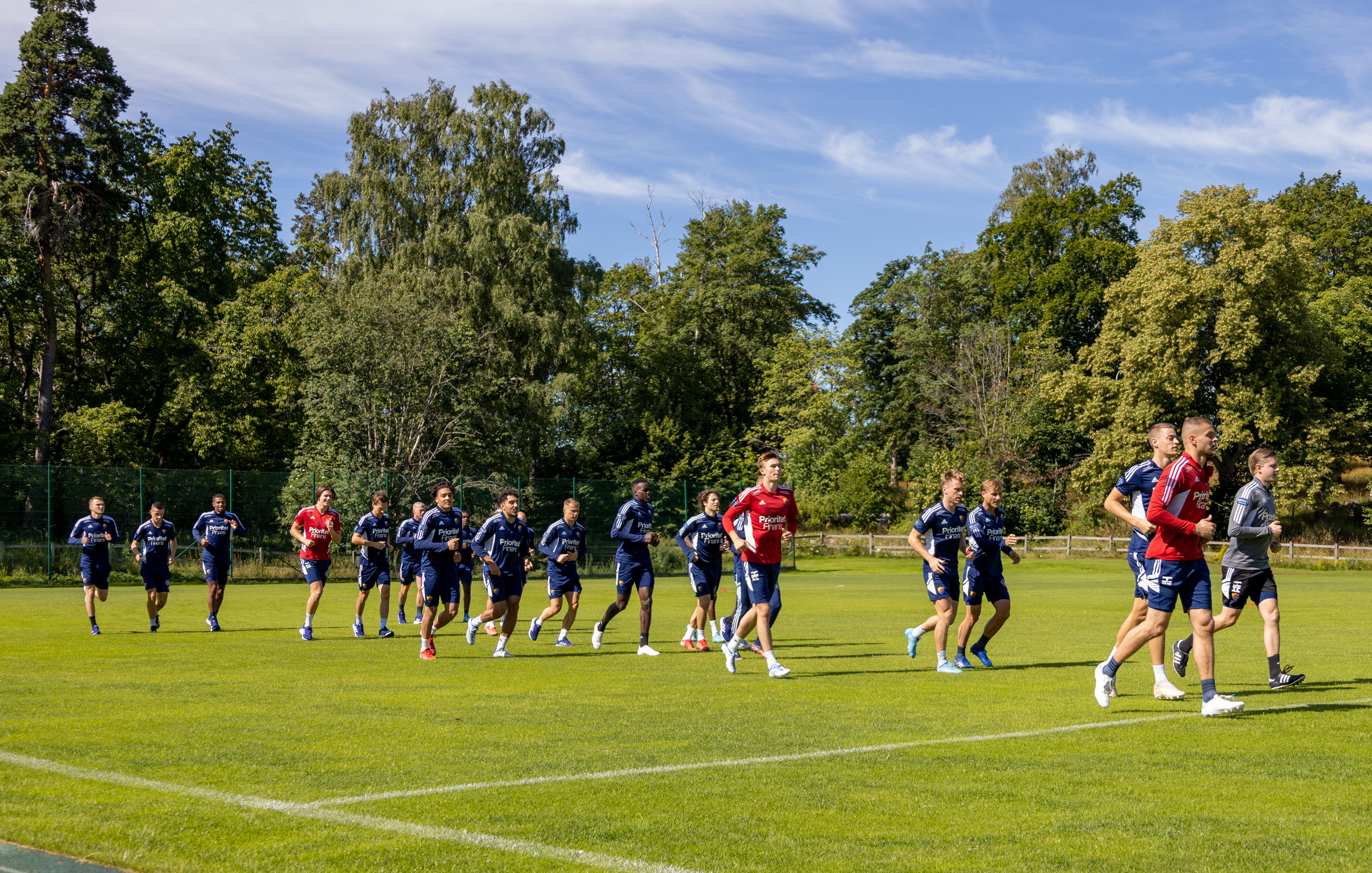
Träning för 2022 års trupp på Kaknäs IP.

Djurgårdens herrlag i fotboll tävlar under säsongen 2025 i Allsvenskan, Svenska cupen och Uefa Conference League.

## Truppen

### A-laget
Truppen aktuell per den: 7 augusti 2025.
| Nat      | Tränare             | Position                             | Född             | I DIF sedan                                  | Kom från       |
| -------- | ------------------- | ------------------------------------ | ---------------- | -------------------------------------------- | -------------- |
| Finland  | Jani Honkavaara     | Huvudtränare                         | 2 februari 1976  | 2025                                         | KuPS           |
| Sverige  | Christer Mattiasson | Assisterande tränare                 | 29 juli 1971     | 2025 (och 2001-2003 som spelare)             | IK Sirius      |
| Sverige  | Hugo Berggren       | Assisterande tränare/U21             | 13 december 1992 | 2016                                         | Djurgårdens IF |
| Sverige  | Agon Mehmeti        | Transition coach/individuell tränare | 20 november 1989 | 2024* (som tränare, i föreningen sedan 2022) | Djurgårdens IF |
| Grekland | Nikos Gkoulios      | Målvaktstränare                      | 7 augusti 1977   | 2017                                         | IK Frej        |
| Sverige  | Pelle Olsson        | Scouting                             | 1 augusti 1963   | 2024* (och 2014-2016)                        | Halmstad BK    |
| Sverige  | Jonathan Axelsson   | Video- och dataanalys                |                  | 2025                                         |                |

| Nr | Nat       | Spelare                  | Position    | Född              | Längd  | I DIF sedan           | Kontrakt till | Kom från            | Moderklubb          | Ligamatcher | Mål |
| -- | --------- | ------------------------ | ----------- | ----------------- | ------ | --------------------- | ------------- | ------------------- | ------------------- | ----------- | --- |
| 30 | Sverige   | Malkolm Nilsson Säfqvist | Målvakt     | 3 augusti 1993    | 193 cm | 2024                  | 2027-12-31    | Halmstads BK        | IS Örnia            | 1           | 0   |
| 35 | Sverige   | Jacob Rinne              | Målvakt     | 20 juni 1993      | 188 cm | 2024*                 | 2028-12-31    | Al-Fateh            | Laxå IF             | 9           | 0   |
| 40 | Sverige   | Max Croon                | Målvakt     | 26 november 2005  | 190 cm | 2024                  | 2026-12-31    | Djurgårdens IF U19  | Viggbyholms IK      | 0           | 0   |
| 45 | Serbien   | Filip Manojlović         | Målvakt     | 25 april 1996     | 197 cm | 2025                  | 2027-12-31    | FK Borac Banja Luka | FK Radnički Beograd | 0           | 0   |
| 2  | Sverige   | Piotr Johansson          | Back        | 28 februari 1995  | 185 cm | 2022                  | 2027-12-31    | Kalmar FF           | Skurups AIF         | 70          | 0   |
| 3  | Sverige   | Marcus Danielson         | Back        | 8 april 1989      | 192 cm | 2022* (och 2018-2020) | 2025-12-31    | GIF Sundsvall       | Skogstorps GoIF     | 117         | 14  |
| 4  | Sverige   | Jacob Une                | Back        | 8 april 1994      | 181 cm | 2016 (utlånad 2022)   | 2026-12-31    | IF Brommapojkarna   | IF Brommapojkarna   | 182         | 8   |
| 5  | Finland   | Miro Tenho               | Back        | 2 april 1995      | 188 cm | 2024                  | 2026-12-31    | HJK Helsingfors     | KaaPo               | 27          | 1   |
| 12 | Sverige   | Theo Bergvall            | Back        | 21 september 2004 | 186 cm | 2023                  | 2026-12-31    | IF Brommapojkarna   | IF Brommapojkarna   | 4           | 0   |
| 18 | Sverige   | Adam Ståhl               | Back        | 8 oktober 1994    | 187 cm | 2024*                 | 2027-12-31    | Mjällby AIF         | Brämhults IK        | 13          | 1   |
| 21 | Sverige   | Mikael Marqués           | Back        | 8 september 2001  | 185 cm | 2025                  | 2028-12-31    | Västerås SK         | Oxie SK             | 0           | 0   |
| 27 | Japan     | Keita Kosugi             | Back        | 18 mars 2006      | 168 cm | 2024                  | 2027-12-31    | Shonan Bellmare     | Nishi-Kamakura SC   | 14          | 1   |
| 6  | Finland   | Rasmus Schüller          | Mittfältare | 18 juni 1991      | 178 cm | 2021                  | 2025-12-31    | HJK Helsingfors     | FC Kasiysi          | 86          | 2   |
| 8  | Sverige   | Albin Ekdal              | Mittfältare | 28 juli 1989      | 186 cm | 2024                  | 2025-12-31    | Spezia Calcio       | IF Brommapojkarna   | 17          | 0   |
| 13 | Sverige   | Daniel Stensson          | Mittfältare | 24 mars 1997      | 178 cm | 2024*                 | 2027-12-31    | IK Sirius           | Djurgårdens IF      | 8           | 0   |
| 14 | Sverige   | Hampus Finndell          | Mittfältare | 6 juni 2000       | 177 cm | 2025 (och 2018-2024)  | 2028-12-31    | Viking FK           | IK Franke           | 80          | 13  |
| 17 | Island    | Mikael Anderson          | Mittfältare | 1 juli 1998       | 180 cm | 2025*                 | 2029-06-30    | AGF                 | Reynir Sandgerði    | 0           | 0   |
| 20 | Finland   | Matias Siltanen          | Mittfältare | 29 mars 2007      | 173 cm | 2025                  | 2027-12-31    | KuPS                | KuPS                | 0           | 0   |
| 22 | Sverige   | Patric Åslund            | Mittfältare | 1 augusti 2002    | 183 cm | 2024*                 | 2028-12-31    | Västerås SK         | Västerås IK         | 9           | 2   |
| 32 | Sverige   | Isak Alemayehu           | Mittfältare | 11 oktober 2006   | 173 cm | 2022                  | 2025-12-31    | Djurgårdens IF U19  | Djurgårdens IF      | 1           | 0   |
| 7  | Norge     | Tobias Gulliksen         | Anfallare   | 9 juli 2003       | 177 cm | 2024                  | 2027-12-31    | FK Bodø/Glimt       | Konnerud IL         | 26          | 5   |
| 9  | Danmark   | August Priske            | Anfallare   | 23 mars 2004      | 187 cm | 2024*                 | 2028-12-31    | FC Midtjylland      | Stensballe IK       | 8           | 0   |
| 10 | Norge     | Tokmac Nguen             | Anfallare   | 20 oktober 1993   | 174 cm | 2024                  | 2025-12-31    | Ferencváros TC      | Vind IL             | 22          | 6   |
| 11 | Sverige   | Zakaria Sawo             | Anfallare   | 11 januari 2000   | 185 cm | 2025                  | 2028-12-31    | Aris Limassol FC    | Oxie IF             | 0           | 0   |
| 15 | Sverige   | Oskar Fallenius          | Anfallare   | 1 november 2001   | 181 cm | 2023                  | 2026-12-31    | Brøndby IF          | IF Brommapojkarna   | 49          | 4   |
| 16 | Norge     | Bo Hegland               | Anfallare   | 18 juni 2004      | 185 cm | 2025*                 | 2029-12-31    | Moss FK             | Frigg Oslo FK       | 0           | 0   |
| 23 | Slovenien | Nino Žugelj              | Anfallare   | 23 maj 2000       | 188 cm | 2025                  | 2028-12-31    | FK Bodø/Glimt       | Slovenj Gradec      | 0           | 0   |
| 29 | Finland   | Santeri Haarala          | Anfallare   | 17 december 1999  | 180 cm | 2024*                 | 2027-12-31    | Ilves Tammerfors    | Ilves Tammerfors    | 11          | 1   |

Ligamatcher & mål räknat efter säsongen 2024.
*= kom mitt under säsong

### Utlånade spelare under 2025
| Nr | Nat     | Spelare                                               | Position    | Född            | Längd  | I DIF sedan | Kontrakt till | Kom från           | Moderklubb   | Ligamatcher | Mål |
| -- | ------- | ----------------------------------------------------- | ----------- | --------------- | ------ | ----------- | ------------- | ------------------ | ------------ | ----------- | --- |
| 28 | Sverige | Gideon Granström (utlånad tom 31 december 2025)       | Mittfältare | 8 augusti 2005  | 186 cm | 2024        | 2026-12-31    | Djurgårdens IF U19 | Sickla IF    | 0           | 0   |
| 24 | Kenya   | Frank Odhiambo (utlånad tom 31 december 2025)         | Back        | 29 oktober 2002 | 190 cm | 2022        | 2026-12-31    | Gor Mahia FC       | Bongonaya FC | 0           | 0   |
| 25 | Sverige | Kalipha Jawla (utlånad tom 31 december 2025)          | Anfallare   | 11 april 2006   | 176 cm | 2024        | 2026-12-31    | Djurgårdens IF U19 | Huddinge IF  | 0           | 0   |
| 19 | Sverige | Viktor Bergh (utlånad tom 30 juni 2026 med köpoption) | Back        | 26 juli 1999    | 172 cm | 2024*       | 2027-12-31    | IFK Värnamo        | Forssa BK    | 7           | 0   |

### Spelare/ledare som lämnat under 2025
| Nr | Nat     | Spelare                                 | Position    | Född              | Längd  | I DIF sedan           | Kontrakt till | Kom från             | Moderklubb | Ligamatcher | Mål |
| -- | ------- | --------------------------------------- | ----------- | ----------------- | ------ | --------------------- | ------------- | -------------------- | ---------- | ----------- | --- |
| 7  | Sverige | Magnus Eriksson (såld 18 februari 2025) | Mittfältare | 8 april 1990      | 180 cm | 2020* (och 2016-2017) | 2025-12-31    | San Jose Earthquakes | AIK FF     | 164         | 29  |
| 11 | Sverige | Deniz Hümmet (såld 8 mars 2025)         | Anfallare   | 13 september 1996 | 189 cm | 2024                  | 2026-12-31    | Kalmar FF            | Malmö FF   | 30          | 14  |
| 17 | Danmark | Peter Therkildsen (såld 2 juni 2025)    | Back        | 13 juni 1998      | 190 cm | 2024                  | 2027-06-30    | FK Haugesund         | HB Køge    | 13          | 0   |

## Allsvenskan
| Omgång | Datum               | Motståndare       | H/B | Resultat | Målskyttar | Varningar                                                                     | Domare              | Publik | Arena              | Position |
| ------ | ------------------- | ----------------- | --- | -------- | --- | ----------------------------------------------------------------------------- | ------------------- | ------ | ------------------ | -------- |
| 1      | Lördag 29 mars      | Malmö FF          | H   | 0-1      | | Gulliksen 45', Schüller 45+1                                                  | Glenn Nyberg        | 28 875 | 3Arena             | 12       |
| 2      | Lördag 5 april      | IK Sirius         | B   | 1-0      | Ståhl 51' (Gulliksen) | Ekdal 56'                                                                     | Mohammed Al-Hakim   | 9 639  | Studenternas IP    | 9        |
| 3      | Söndag 13 april     | Hammarby IF FF    | B   | 0-2      | | Sawo 29', Stensson 87', Haarala 90+6', Priske 90+7'                           | Kristoffer Karlsson | 28 333 | 3Arena             | 12       |
| 4      | Måndag 21 april     | Gais              | H   | 0-0      | | Ekdal 45+1', Priske 75', Mattiasson 76'                                       | Adam Ladebäck       | 17 978 | 3Arena             | 12       |
| 5      | Torsdag 24 april    | Östers IF         | H   | 1-0      | Självmål 87' |                                                                               | Granit Maqedonci    | 12 301 | 3Arena             | 9        |
| 7      | Söndag 4 maj        | AIK FF            | H   | 1-1      | Danielson 26' (straff) | Gulliksen 21', Sawo 55', Mattiasson 68', Tenho 70', 80' (rött), Bergvall 90'  | Glenn Nyberg        | 26 246 | 3Arena             | 10       |
| 8      | Måndag 12 maj       | IFK Göteborg      | B   | 2-1      | Nguen 4' (Haarala), Haarala 77' (Gulliksen)                                                                                   | Berggren 73', Finndell 75', Siltanen 87', Bergvall 90+1', Jawla 90+1'         | Adam Ladebäck       | 16 872 | Gamla Ullevi       | 6        |
| 9      | Torsdag 15 maj      | Mjällby AIF       | H   | 1-3      | Priske 15' (Bergvall) | Gulliksen 59', Jacob Une 88'                                                  | Tess Olofsson       | 14 585 | 3Arena             | 9        |
| 10     | Måndag 19 maj       | IF Elfsborg       | B   | 0-4      | | Finndell 18', Stensson 82' (rött)                                             | Kristoffer Karlsson | 10 134 | Borås Arena        | 11       |
| 11     | Söndag 25 maj       | BK Häcken         | H   | 1-1      | Priske 63' (Gulliksen) | Mattiasson 70', Bergh 88'                                                     | Adi Aganovic        | 16 483 | 3Arena             | 11       |
| 6      | Torsdag 29 maj      | IF Brommapojkarna | B   | 1-0      | Gulliksen 19' (Nguen) | Une 72', Priske 79', Alemayehu 83'                                            | Richard Sundell     | 4 008  | Grimsta IP         | 9        |
| 12     | Söndag 1 juni       | Halmstads BK      | B   | 0-1      | | Gulliksen 18', Alemayehu 50', Nguen 90+2'                                     | Joakim Östling      | 6 086  | Örjans vall        | 9        |
| 13     | Måndag 30 juni      | IFK Norrköping    | H   | 1-1      | Gulliksen 45+2' (Kosugi) | Bergh 83', Sawo 87'                                                           | Victor Wolf         | 20 727 | 3Arena             | 8        |
| 14     | Söndag 6 juli       | Degerfors IF      | H   | 5-1      | Nguen (3), 26' (Gulliksen), 53' (Tenho), 88' (straff), Priske (2) 10' (nick) (Gulliksen), 24'                                 | Bergvall 43', Ekdal 78'                                                       | Erik Mattsson       | 17 245 | 3Arena             | 8        |
| 15     | Söndag 13 juli      | IFK Värnamo       | B   | 0-1      | | Manojlović 60', Tenho 61', Åslund 68'                                         | Oscar Johnson       | 4 465  | Finnvedsvallen     | 10       |
| 16     | Lördag 19 juli      | IF Elfsborg       | H   | 1-0      | Priske 11' (nickmål) (Gulliksen)                                                                                              | Bergvall 22', Une 50', Honkavaara 79', Manojlović 85', Mattiasson 98'         | Joakim Östling      | 15 083 | 3Arena             | 9        |
| 17     | Söndag 27 juli      | BK Häcken         | B   | 6-1      | Nguen (2) 18', (Gulliksen), 21' (Tenho), Priske (2) 44' (Nguen), 58' (Nguen), Tenho 10' (nickmål) (Kosugi), Sawo 87' (Priske) | Anderson 71'                                                                  | Richard Sundell     | 6 015  | Bravida Arena      | 7        |
| 18     | Söndag 3 juli       | Halmstads BK      | H   | 1-1      | Självmål 24' | Kosugi 42', Sawo 89'                                                          | Mohammed Al-Hakim   | 19 053 | 3Arena             | 8        |
| 19     | Söndag 10 augusti   | AIK FF            | B   | 0-0      | | Gulliksen 76', Anderson 84'                                                   | Adam Ladebäck       | 45 922 | Strawberry Arena   | 8        |
| 20     | Söndag 17 augusti   | Mjällby AIF       | B   | 1-1      | Nguen 35' (Priske) | Siltanen 30', Bergvall 46', Priske 53', Finndell 68', Kosugi 89', Rinne 90+3' | Victor Wolf         | 5 780  | Strandvallen       | 8        |
| 21     | Söndag 24 augusti   | IF Brommapojkarna | H   |          | |                                                                               |                     |        | 3Arena             |          |
| 22     | Söndag 31 augusti   | IFK Norrköping    | B   |          | |                                                                               |                     |        | Platinumcars Arena |          |
| 23     | Söndag 14 september | Hammarby IF FF    | H   |          | |                                                                               |                     |        | 3Arena             |          |
| 24     | Lördag 20 september | Malmö FF          | B   |          | |                                                                               |                     |        | Eleda Stadion      |          |
| 25     | Måndag 29 september | IK Sirius         | H   |          | |                                                                               |                     |        | 3Arena             |          |
| 26     | Lördag 4 oktober    | Degerfors IF      | B   |          | |                                                                               |                     |        | Stora Valla        |          |
| 27     | Söndag 19 oktober   | Gais              | B   |          | |                                                                               |                     |        | Gamla Ullevi       |          |
| 28     | Lördag 25 oktober   | IFK Värnamo       | H   |          | |                                                                               |                     |        | 3Arena             |          |
| 29     | Söndag 2 november   | IFK Göteborg      | H   |          | |                                                                               |                     |        | 3Arena             |          |
| 30     | Söndag 9 november   | Östers IF         | B   |          | |                                                                               |                     |        | Visma Arena        |          |

- = Flyttas vid Europaspel

## Europaspel
| Omgång                   | Datum            | Motståndare   | H/B | Resultat | Målskyttar                                                                   | Varningar                                             | Domare             | Publik | Arena             |
| ------------------------ | ---------------- | ------------- | --- | -------- | ---------------------------------------------------------------------------- | ----------------------------------------------------- | ------------------ | ------ | ----------------- |
| Åttondelsfinal match 1/2 | Torsdag 6 mars   | Pafos FC      | B   | 0-1      |                                                                              | Žugelj 71', Danielson 90+8'                           | Giorgi Kruashvili  | 3 809  | Alphamega Stadium |
| Åttondelsfinal match 2/2 | Torsdag 13 mars  | Pafos FC      | H   | 3-0      | Fallenius 35' (Nguen), Stensson 69' (Schüller), Nguen 86'                    | Mattiasson 38', Nguen 68', Schüller 80', Stensson 85' | Sebastian Gishamer | 17 653 | 3Arena            |
| Kvartsfinal match 1/2    | Torsdag 10 april | SK Rapid Wien | H   | 0-1      |                                                                              | Finndell 61'                                          | Tobias Stieler     | 23 531 | 3Arena            |
| Kvartsfinal match 2/2    | Torsdag 17 april | SK Rapid Wien | B   | 4-1      | Gulliksen (2) 93' (Nguen), 105' (Priske), Danielson 42' (straff), Kosugi 77' | Nguen 23', Danielson 38', Stensson 68'                | Anthony Taylor     | 25 600 | Allianz Stadion   |
| Semifinal match 1/2      | Torsdag 1 maj    | Chelsea FC    | H   | 1-4      | Alemayehu 68' (Gulliksen)                                                    | Gulliksen 90'                                         | Sandro Schärer     | 26 703 | 3Arena            |
| Semifinal match 2/2      | Torsdag 8 maj    | Chelsea FC    | B   | 0-1      |                                                                              | Stensson 53'                                          | João Pinheiro      | 32 464 | Stamford Bridge   |

## Svenska cupen
| Omgång | Datum                  | Motståndare | H/B | Resultat | Målskyttar                                                                                  | Domare        | Publik | Arena              |
| ------ | ---------------------- | ----------- | --- | -------- | ------------------------------------------------------------------------------------------- | ------------- | ------ | ------------------ |
| 2      | Onsdag 13 augusti 2025 | FC Järfälla | B   | 4-1      | Žugelj 10' (Haarala), Anderson 67' (straff), Priske 84' (straff), Ståhl 89' (nick) (Kosugi) | Erik Mattsson | 12 631 | Stockholms Stadion |

| Omgång    | Datum              | Motståndare   | H/B | Resultat | Målskyttar                                                | Varningar                           | Domare       | Publik | Arena         |
| --------- | ------------------ | ------------- | --- | -------- | --------------------------------------------------------- | ----------------------------------- | ------------ | ------ | ------------- |
| Gruppspel | Söndag 16 februari | Sandvikens IF | H   | 2-0      | Åslund 1' (Nguen), Hümmet 58'                             | Stensson 40', Finndell 41'          | Victor Wolf  | 13 127 | 3Arena        |
| Gruppspel | Söndag 23 februari | IK Oddevold   | B   | 2-2      | Nguen 78' (Žugelj), Kosugi 90+5'                          | Une 3', Žugelj 90+2', Berggren 95'  | Fikret Buqa  | 913    | Bravida Arena |
| Gruppspel | Söndag 2 mars      | IFK Göteborg  | H   | 3-4      | Žugelj 27' (Åslund), Fallenius 41' (Žugelj), Kosugi 90+6' | Une 72', Kosugi 75', Mattiasson 75' | Glenn Nyberg | 17 731 | 3Arena        |

## Träningsmatcher
| Datum             | Motståndare       | H/B | Resultat | Målskyttar                                           | Varningar    | Domare          | Publik | Arena                             |
| ----------------- | ----------------- | --- | -------- | ---------------------------------------------------- | ------------ | --------------- | ------ | --------------------------------- |
| Lördag 25 januari | Västerås SK       | B   | 3-3      | Kosugi 9' (Nguen), Hümmet 36', Finndell 39' (Hümmet) | Bergvall     | Jasmin Svraka   | 1 651  | Hitachi Energy Arena              |
| Söndag 2 februari | Mjällby AIF       | B   | 2-1      | Priske 48', Åslund 82' (Haarala)                     |              |                 |        | La Ciudad Deportiva Barranco Seco |
| Lördag 8 februari | FC Ilves          | H   | 0-1      |                                                      |              | Rambod Beigi    | 4 437  | 3Arena                            |
| Lördag 8 mars     | IF Brommapojkarna | B   | 1-2      | Priske 41' (Siltanen)                                | Atlee Manneh | Tess Olofsson   |        | Grimsta IP                        |
| Fredag 21 mars    | KuPS              | H   | 0-1      |                                                      | Ekdal 60'    | Richard Sundell |        | Lidingövallen                     |

## Statistik

### Allsvenskan

#### Mål
1. August Priske, 7 (2 nickmål)
2. Tokmac Nguen, 7 (1 straff)
3. Tobias Gulliksen, 2
4. Självmål, 2
5. Adam Ståhl, 1
6. Marcus Danielson, 1 (1 straff)
7. Santeri Haarala, 1
8. Miro Tenho, 1 (1 nickmål)
9. Zakaria Sawo, 1

#### Assist
1. Tobias Gulliksen, 7
2. Tokmac Nguen, 3
3. Miro Tenho, 2
4. Keita Kosugi, 2
5. August Priske, 2
6. Santeri Haarala, 1
7. Theo Bergvall, 1

#### Varningar
1. Tobias Gulliksen, 5
2. Theo Bergvall, 5
3. Christer Mattiasson, 4
4. Zakaria Sawo, 4
5. August Priske, 4
6. Miro Tenho, 3 (1 rött)
7. Albin Ekdal, 3
8. Jacob Une, 3
9. Hampus Finndell, 3
10. Daniel Stensson, 2 (1 rött)
11. Isak Alemayehu, 2
12. Viktor Bergh, 2
13. Filip Manojlović, 2
14. Matias Siltanen, 2
15. Keita Kosugi, 2
16. Rasmus Schüller, 1
17. Santeri Haarala, 1
18. Hugo Berggren, 1
19. Kalipha Jawla, 1
20. Tokmac Nguen, 1
21. Patric Åslund, 1
22. Jani Honkavaara, 1
23. Mikael Anderson, 1
24. Jacob Rinne, 1

### Svenska cupen 2025/2026

#### Mål
1. Nino Žugelj, 1
2. Mikael Anderson, 1 (1 straff)
3. August Priske, 1 (1 straff)
4. Adam Ståhl, 1 (1 nickmål)

#### Assist
1. Santeri Harala, 1
2. Keita Kosugi, 1

### Conference League 2024/2025

#### Mål
1. Deniz Hümmet, 6
2. Tokmac Nguen, 4
3. Tobias Gulliksen, 4
4. Gustav Wikheim, 3
5. Daniel Stensson, 2
6. Keita Kosugi, 2
7. Besard Sabovic, 1
8. Adam Ståhl, 1
9. August Priske, 1
10. Patric Åslund, 1
11. Oskar Fallenius, 1
12. Marcus Danielson, 1
13. Isak Alemayehu, 1

#### Assist
1. Tokmac Nguen, 5
2. Oskar Fallenius, 3
3. Gustav Wikheim, 2
4. Adam Ståhl, 2
5. Deniz Hümmet, 2
6. Daniel Stensson, 2
7. Tobias Gulliksen, 2
8. Keita Kosugi, 1
9. Miro Tenho, 1
10. Marcus Danielson, 1
11. Besard Sabovic, 1
12. Rasmus Schüller, 1
13. August Priske, 1

#### Varningar
1. Daniel Stensson, 6
2. Marcus Danielson, 5
3. Besard Sabovic, 4
4. Tokmac Nguen, 4
5. Miro Tenho, 3 (1 rött)
6. Adam Ståhl, 3
7. Rasmus Schüller, 3
8. Tobias Gulliksen, 3
9. Jacob Une, 2 (1 rött)
10. Keita Kosugi, 2
11. Gustav Wikheim, 1
12. Samuel Dahl, 1
13. Magnus Eriksson, 1
14. August Priske, 1
15. Deniz Hümmet, 1
16. Christer Mattiasson, 1
17. Hampus Finndell, 1

### Svenska cupen 2024/2025

#### Mål
1. August Priske, 4 (1 nick)
2. Keita Kosugi, 2
3. Tobias Gulliksen,1
4. Peter Therkildsen,1
5. Patric Åslund, 1
6. Deniz Hümmet, 1
7. Tokmac Nguen, 1
8. Nino Žugelj, 1
9. Oskar Fallenius, 1

#### Assist
1. Tobias Gulliksen, 4
2. Nino Žugelj, 2
3. August Priske,1
4. Viktor Bergh, 1
5. Tokmac Nguen, 1
6. Patric Åslund, 1

#### Varningar
1. Jacob Une, 2
2. Hugo Berggren, 1 (1 rött)
3. Daniel Stensson, 1
4. Hampus Finndell, 1
5. Nino Žugeli, 1
6. Keita Kosugi, 1
7. Christer Mattiasson, 1

### Träningsmatcher

#### Mål
1. August Priske, 2
2. Keita Kosugi, 1
3. Deniz Hümmet, 1
4. Hampus Finndell, 1
5. Patric Åslund, 1

#### Assist
1. Tokmac Nguen, 1
2. Deniz Hümmet, 1
3. Santeri Haarala, 1
4. Matias Siltanen, 1

#### Varningar
1. Theo Bergvall, 1
2. Alieu Atlee Manneh, 1
3. Albin Ekdal, 1

## Truppförändringar efter Allsvenskan 2024 och inför/under säsongen 2025

### Tröjnummerförändringar
(Gäller ej Conference League 2024/25)
| Datum               | Namn             | Från | Till | Länk   |
| ------------------- | ---------------- | ---- | ---- | ------ |
| Tisdag 18 mars 2025 | Tobias Gulliksen | 16   | 7    | dif.se |
| Tisdag 18 mars 2025 | August Priske    | 26   | 9    | dif.se |
| Tisdag 18 mars 2025 | Tokmac Nguen     | 20   | 10   | dif.se |
| Tisdag 18 mars 2025 | Matias Siltanen  | 33   | 20   | dif.se |

### Förlängda kontrakt
| Datum                        | Nr | Namn            | Position | Kommentar                               | Länk   |
| ---------------------------- | -- | --------------- | -------- | --------------------------------------- | ------ |
| Fredag 17 januari 2025 14:00 | 4  | Jacob Une       | Back     | 2-årskontrakt (tom 31 december 2026).   | dif.se |
| Söndag 29 juni 2025 12:10    | 2  | Piotr Johansson | Back     | 1,5-årskontrakt (tom 31 december 2027). | dif.se |

### Spelare/ledare in
| Datum                         | Nr | Namn                | Från                | Position             | Kommentar                               | Länk                      |
| ----------------------------- | -- | ------------------- | ------------------- | -------------------- | --------------------------------------- | ------------------------- |
| Fredag 20 december 2024 15:30 |    | Jani Honkavaara     | KuPS                | Tränare              | 3-årskontrakt (tom 31 december 2027).   | dif.se                    |
| Onsdag 15 januari 2025 14:00  |    | Christer Mattiasson | IK Sirius           | Assisterande tränare | 3-årskontrakt (tom 31 december 2027).   | dif.se & siriusfotboll.se |
| Onsdag 15 januari 2025 18:00  | 14 | Hampus Findell      | Viking FK           | Mittfältare          | 4-årskontrakt (tom 31 december 2028)    | dif.se & vikingfotball.no |
| Torsdag 23 januari 2025 20:30 | 33 | Matias Siltanen     | KuPS                | Mittfältare          | 3-årskontrakt (tom 31 december 2027).   | dif.se & kups.fi          |
| Lördag 1 februari 2025 10:00  | 21 | Mikael Marqués      | Västerås SK         | Back                 | 4-årskontrakt (tom 31 december 2028).   | dif.se & vskfotboll.nu    |
| Onsdag 5 februari 2025 10:00  | 23 | Nino Žugelj         | FK Bodø/Glimt       | Anfallare            | 4-årskontrakt (tom 31 december 2028).   | dif.se & glimt.no         |
| Tisdag 25 mars 2025 10:00     | 11 | Zakaria Sawo        | Aris Limassol FC    | Anfallare            | 4-årskontrakt (tom 31 december 2028).   | dif.se & arisfc.com       |
| Tisdag 25 mars 2025 21:00     | 45 | Filip Manojlović    | FK Borac Banja Luka | Målvakt              | 3-årskontrakt (tom 31 december 2027).   | dif.se & instagram.com    |
| Fredag 27 juni 2025 10:00     | 17 | Mikael Anderson     | AGF                 | Mittfältare          | 4-årskontrakt (tom 30 juni 2029).       | dif.se & agf.dk           |
| Fredag 27 juni 2025 14:00     | 16 | Bo Hegland          | Moss FK             | Anfallare            | 4,5-årskontrakt (tom 31 december 2029). | dif.se & mossfk.no        |

### Spelare/ledare ut
| Datum                   | Nr | Namn               | Till                | Position    | Kommentar                                                                                                | Länk                         |
| ----------------------- | -- | ------------------ | ------------------- | ----------- | --- | ---------------------------- |
| Fredag 20 december 2024 | 9  | Haris Radetinac    | Åtvidabergs FF      | Anfallare   | Kontraktet gick ut. Skrev på ett 3-årskontrakt som spelande assisterande tränare (tom 31 december 2027). | dif.se & svenskalag.se       |
| Fredag 20 december 2024 |    | Roberth Björknesjö |                     | Tränare     | Kontraktet gick ut.                                                                                      | dif.se                       |
| Lördag 21 december 2024 | 45 | Oscar Jansson      | BK Häcken           | Målvakt     | Kontraktet gick ut. Skrev på ett 1-årskontrakt (tom 31 december 2025).                                   | dif.se & bkhacken.se         |
| Tisdag 21 januari 2025  | 14 | Besard Sabovic     | Austin FC           | Mittfältare | Kontraktet gick ut. Skrev på ett 3-årskontrakt (tom 31 december 2027).                                   | dif.se & austinfc.com        |
| Fredag 7 februari 2025  | 23 | Gustav Wikheim     | FC Nordsjælland     | Mittfältare | Kontraktet gick ut. Skrev på ett 2-årskontrakt (tom 31 december 2026).                                   | dif.se & fcn.dk              |
| Tisdag 18 februari 2025 | 7  | Magnus Eriksson    | FC Stockholm        | Mittfältare | Skrev på ett 1-årskontrakt (tom 31 december 2025).                                                       | dif.se & fcsthlm.com         |
| Onsdag 19 februari 2025 | 28 | Gideon Granström   | Östersunds FK       | Mittfältare | Utlånad tom 31 december 2025 med dubbel speltillhörighet.                                                | dif.se & ostersundsfk.se     |
| Onsdag 19 februari 2025 | 17 | Peter Therkildsen  | Widzew Łódź         | Back        | Utlånad tom 1 juli 2025 med köpoption.                                                                   | dif.se & widzew.com          |
| Lördag 8 mars 2025      | 11 | Deniz Hümmet       | Gamba Osaka         | Anfallare   | Försäljning.                                                                                             | dif.se & gamba-osaka.net     |
| Fredag 14 mars 2025     | 24 | Frank Odhiambo     | IF Karlstad Fotboll | Back        | Utlånad tom 31 december 2025.                                                                            | dif.se & karlstadfotboll.com |
| Torsdag 27 mars 2025    | 25 | Kalipha Jawla      | Östersunds FK       | Anfallare   | Utlånad tom 31 december 2025 med dubbel speltillhörighet.                                                | dif.se                       |
| Måndag 2 juni 2025      | 17 | Peter Therkildsen  | Widzew Łódź         | Back        | Klubben väljer att utnyttja köpoptionen. Skriver kontrakt tom 30 juni 2027.                              | dif.se & widzew.com          |
| Torsdag 7 augusti 2025  | 19 | Viktor Bergh       | FC Hansa Rostock    | Back        | Utlånad tom 30 juni 2026 med köpoption.                                                                  | dif.se & fc-hansa.de         |

## Föreningen
| Ledare                                | Ledare              |
| ------------------------------------- | ------------------- |
| Huvudtränare:                         | Jani Honkavaara     |
| Assisterande tränare:                 | Christer Mattiasson |
| Assisterande tränare/U21:             | Hugo Berggren       |
| Målvaktstränare:                      | Nikos Gkoulios      |
| Sportchef:                            | Bosse Andersson     |
| Scout:                                | Pelle Olsson        |
| Lagledare:                            | Daniel Granqvist    |
| Materialförvaltare:                   | Patrik Eklöf        |
| Naprapater:                           | Karl Barrling       |
| Naprapater:                           | David Ed Söderström |
| Fysioterapeut:                        | Simone Cullura      |
| Fystränare:                           | Jens Ericsson       |
| Transition coach/Individuell tränare: | Agon Mehmeti        |
| Naprapat/Ortopedtekniker:             | Anton Hagberg       |
| Läkare (allmänläkare):                | Johan Bergling      |
| Läkare (ortoped):                     | Håkan Nyberg        |
| Läkare (kardiolog):                   | Bengt Sparrelid     |
| Läkare:                               | Martin Turesson     |

### Spelartröjor
- Tillverkare: Adidas
- Huvudsponsor: Mobill
- Hemmatröja: Blårandig
- Bortatröja: Vit
- Tredjetröja: Mörkblå
- Spelarnamn: Ja

Den 29 april 2025 skedde ett ordförandeskifte i styrelsen, Lars-Erik Sjöberg avgick och vice ordförande Erik Gozzi tog över som tillförordnad ordförande fram till nästa ordinarie årsmöte.